# Rad (Jogo eletrônico)
Rad é um jogo de roguelike desenvolvido pela Double Fine e publicado pela Bandai Namco Entertainment. Foi lançado para Microsoft Windows, Nintendo Switch, PlayStation 4 e Xbox One em agosto de 2019 e para Amazon Luna em maio de 2021.

## Jogabilidade
Rad é um jogo roguelike jogado de uma perspectiva isométrica. No jogo, os jogadores controlam um adolescente cujo objetivo é explorar um terreno baldio gerado processualmente em busca de efígies conhecidas como respiradores, itens que podem restaurar as civilizações humanas após um apocalipse devastador. À medida que o personagem explora o deserto, seus genes sofrem mutações, concedendo aos jogadores poderes e vantagens adicionais.  Para cada personagem, os jogadores podem ter bônus passivos ilimitados e no máximo três mutações ativas. Se o personagem do jogador morrer, ele será substituído por um novo personagem.

## Desenvolvimento
Lee Petty, o diretor de Headlander, atuou como diretor do jogo. O jogo foi inspirado em sua adolescência e seu amor pela estética dos anos 1980. Em cada corrida, as habilidades são adquiridas aleatoriamente.  Segundo Petty, isso cria diferentes combinações, o que permite aos jogadores explorar melhor os pontos fortes e fracos de cada mutação.
O jogo foi anunciado oficialmente em março de 2019 pela Bandai Namco Entertainment. O jogo foi lançado para Microsoft Windows, PlayStation 4, Nintendo Switch e Xbox One em 20 de agosto de 2019, e para Amazon Luna em 13 de maio de 2021.

## Recepção
Rad recebeu "críticas mistas ou médias" para Switch, Windows e PlayStation 4, e "críticas geralmente positivas" para Xbox One de acordo com o Metacritic.
Destructoid elogiou a estética, a tradição e o senso de humor do jogo, enquanto criticava os tempos de carregamento e notava sua curta duração. IGN notou a dificuldade do jogo, chamando-o de "o tipo bom de difícil" e lamentou da mesma forma a taxa de quadros lenta e os tempos de carregamento. Nintendo Life elogiou o combate do jogo e as dezenas de horas de conteúdo, tendo problemas com o equilíbrio RPG e o desempenho portátil da porta Switch. PC Gamer chamou o design do encontro do jogo de "pitch perfeito", criticando os níveis posteriores do jogo por parecerem "brutalmente injustos", escrevendo, "Double Fine poderia triturar os números para tornar a trituração do jogo inicial mais fácil, mas isso ainda deixaria uma vantagem em melhor roguelike ... Rad é dolorosamente estilo sobre substância". Push Square elogiou o conceito central, o mundo e a jogabilidade variada do título, ao mesmo tempo em que destacou a falta de multijogador, o design sem inspiração do inimigo e os tempos de carregamento. GameSpot criticou o jogo, considerando o diálogo, os poderes mutantes e o universo pós-apocalíptico dos anos 80 resgatáveis, enquanto criticava sua progressão baseada na sorte, mortes baratas e sua incapacidade de ensinar sua mecânica mais profunda.